# His Sudden Rival
Pour plus de détails, voir Fiche technique et Distribution.
His Sudden Rival est un film américain réalisé par John Francis Dillon, sorti en 1917.

## Fiche technique
- Titre original : His Sudden Rival
- Réalisation : John Francis Dillon
- Photographie : R.W. Walter
- Production : Mack Sennett
- Société de production : Keystone
- Société de distribution : Keystone
- Pays d'origine :  États-Unis
- Langue originale : anglais
- Format : noir et blanc — 35 mm — 1,37:1 — Film muet
- Genre : Comédie
- Durée : une bobine
- Dates de sortie : États-Unis : 15 juillet 1917
- Licence : Domaine public

## Distribution
- John Francis Dillon
- Lillian Biron
- Fred Brown
- Vera Reynolds
- Jack Perrin